# البروفيسور: كوريا
البروفيسور: كوريا (بالكورية: 종이의 집: 공동경제구역) هو مسلسل كوري جنوبي، مقتبس من المسلسل الإسباني لا كاسا دي بابيل. المسلسل من بطولة يو جي-تاي، بارك هاي -سو، جيون جونغ-سيو وإي وون جونغ. تم إصدار المسلسل على نتفليكس في 24 يونيو 2022. وإصدار الموسم الثاني في 9 ديسمبر 2022.

## القصة
تركز القصة على مهمة سرقة في منطقة من كوريا حيث سيواجه العصابة عددا من التحديات.

## طاقم

### العصابة
- يو جي تاي في دور البروفيسور.[4]
- جانغ جونغ سيو في دور طوكيو.[5]
- بارك هاي سو في دور برلين.[5]
- لي وون جونغ في دور موسكو.[6]
- كيم جي هون في دور دنفير.[7]
- جانغ يون جو في دور نيروبي.[8]
- لي هيون وو في دور ريو.[9]
- كيم جي هون في دور هلسنكي.[5]
- لي كيو هو دور أوسلو[5]

### وحدة قتالية تابعة لقوات الشرطة الوطنية
- كيم يوون جين بدور سيون وو جين، قائدة فريق مفاوضات الأزمات التابع لقوات الشرطة الوطنية[5]
- كيم سونغ-أوه بدور الكابتن تشا مو هيوك، عميل خاص سابق تم إرساله للتعامل مع أزمة الرهائن[5]

### الرهائن
- بارك ميونغ هوون في دور تشو يونغ مين، مدير مكتب صك العملة[5]
- لي جوو-بين مثل يون مي سيون، موظفة مسؤولة عن المحاسبة في دار صك العملات[10]

## الاستقبال
تصدر المسلسل قائمة أفضل 10 برامج أسبوعية عالمية ضمن برامج نتفليكس التلفزيونية الدولية الأكثر مشاهدة للأسبوع من 20 يونيو إلى 26 يونيو، وتصدر القائمة بـ 33,740,000 ساعة مشاهدة، وحقق 49.000.000 ساعة مشاهدة في الأسبوع من 27 يونيو إلى 3 يوليو.. بالإضافة إلى ذلك، فقد احتل المرتبة الأولى في قائمة أفضل 10 مشاهدة في 51 دولة.
في مجمع المراجعات روتن توميتوز، حصل المسلسل على نسبة قبول بنسبة 89٪ بناءً على 9 مراجعات، بمتوسط تقييم 6.90 / 10.

## الإنتاج

### صناعة
في يونيو 2020، أفيد أن بي إتش إنترتينمنت كانت تخطط لإعادة إنتاج «لا كاسا دي بابيل» بالاشتراك مع «كونتنت ايوزم» التابعة جي تي بي سي استوديوز. كانوا يجرون محادثات مع شبكة نتفلكيس المالكة للمسلسل. في 1 ديسمبر، تم الإعلان عن إعادة إنتاج النسخة الكورية من المسلسل بواسطة نتفليكس، من إخراج كيم هونغ سون وريو يونغ جا ككاتب لسيناريو، ستكون شركة بي إتش إنترتينمنت مسؤولة عن الإنتاج.

### طاقم
في 31 مارس، أكدت نتفليكس قائمة الممثلين للمسلسل. انضمت لي جي ايون إلى فريق التمثيل في أبريل 2021. حل لي هيون وو محل المممثل بارك جونغ وو والذي نسحب بسبب تعارض المواعيد مع مسلسل «فلاي هاي باترفلاي».

### التصوير
تم تعليق التصوير في 7 يوليو لليوم التالي تنفيذا لإرشادات الحجر الصحي بسبب انتشار وباء COVID-19 في كوريا الجنوبية.

### الإصدار
في 17 يناير 2022، كشفت نتفليكس عن اسم المسلسل، وهو سرقة الاموال: كوريا - المنطقة الاقتصادية المشتركة.
في 29 أبريل 2022، كشفت نتفليكس عن تاريخ إصدار المسلسل، ومن المقرر اصداره في 24 يونيو 2022.
في 20 مايو 2022، أصدرت نتفليكس أول عرض تشويقي للمسلسل.

## وصلات خارجية
- البروفيسور: كوريا على موقع IMDb (الإنجليزية)
- البروفيسور: كوريا على موقع ميتاكريتيك (الإنجليزية)
- البروفيسور: كوريا على موقع روتن توميتوز (الإنجليزية)
- البروفيسور: كوريا على موقع نتفليكس (الإنجليزية)
- البروفيسور: كوريا على موقع قاعدة بيانات الأفلام العربية
- البروفيسور: كوريا على موقع فيلمافينيتي (الإسبانية)
- البروفيسور: كوريا على موقع كينوبويسك (الروسية)
- البروفيسور: كوريا على موقع ألو سيني (الفرنسية)
- البروفيسور: كوريا على موقع قاعدة بيانات الفيلم (الإنجليزية)

- البروفيسور: كوريا على هانسينما